# Артёмово (Ярославская область)
Артёмово — деревня в Большесельском сельском поселении Большесельского района Ярославской области.

## История
Деревня Артемова указана на плане Генерального межевания Борисоглебского уезда 1792 года. В 1825 Борисоглебский уезд был объединён с Романовским уездом. По сведениям 1859 года деревня относилась к Романово-Борисоглебскому уезду .

## География
Деревня расположена на юго-восток от районного центра, в среднем течении реки Юхоть, на расстоянии около 1 км к западу от её левого берега. Она стоит на южном правом берегу небольшого, длиной около 2 км, левого притока Юхоти, на современных картах не названного, а на плане Генерального межевания обозначенного как речка Артема. По западной околице деревни проходит дорога, связывающая деревни, стоящие на левом берегу Юхоти. На расстоянии около 1 км к северу эта дорога выходит к деревне Ивановское, а на расстоянии около 2 км к югу к деревне Лихинино. Вдоль дороги следуют небольшие поля, шириной не более 1 км, окруженные лесом .

## Население
По данным статистического сборника «Сельские населенные пункты Ярославской области на 1 января 2007 года», в деревне Артёмово не числится постоянных жителей.